# Hellandsfjord
Der Hellandsfjord (norwegisch Hellandsfjorden) ist ein 3 km langer Fjord in Norwegen in der Provinz (Fylke) Vestland.
Der Hellandsfjord liegt in der Kommune Fitjar auf der Insel Stord südwestlich vom Zentrum des Ortes Fitjar. Er beginnt im Südwesten am Sund Hjelmosen und verläuft dann weiter in Richtung Norden. Am Hellandsstraumen genannten Anfang des Fjordes ist der Hellandsfjord nur etwa 50 Meter breit. Auf der östlichen Seite des Fjordes liegt der See Storavatnet der durch den Fluss Kjerelva in den Hellandsfjord abläuft. 1890 wurde die Mündung des Flusses vergrößert, damit dieser für die Binnenschifffahrt besser befahrbar wurde und eine Mühle in der Nähe besser erreicht werden konnte.